# Бела Ком'яті
Бела Ком'яті (угор. Komjáthy Béla; 24 червня 1847 — 27 жовтня 1916) — угорський політик, депутат угорського парламенту. Почесний громадянин Мукачева з 9 вересня 1888 року.